# Хуан Шоухун
Хуан Шоухун (кит.: 黄守宏, пиньинь: Хуан Шу Хун , род. в июне 1964 года, уезд Фаньсянь провинции Хэнань, КНР, ханьский китаец) — китайский экономист и политик Китайской Народной Республики, член ЦК Коммунистической партии Китая 20-го созыва, секретарь группы партийного руководства и директор Исследовательского центра развития Госсовета КНР.

## Биография
Хуан Шоухун родился в июне 1964 года в уезде Фан (в наст. вр. часть городского округа Пуян) провинции Хэнань.
В 1986 году получил диплом бакалавра экономики и менеджмента Пекинского сельскохозяйственного университета. В том же году вступил в Коммунистическую партию Китая.
Затем он продолжил обучение в аспирантуре Пекинского сельскохозяйственного университета, а также Китайской академии сельскохозяйственных наук, где в 1993 году получил степень доктора менеджмента.

### Карьера
С 1993 года в течение 15 лет трудился в Департаменте по делам сельских районов Исследовательского центра развития Государственного совета, где последовательно занимал должности эксперта, заместителя директора, инспектора и директора.
В апреле 2008 года он стал членом группы партийного руководства и секретарем парткома Исследовательского центра развития Государственного совета, в октябре 2009 года также был назначен заместителем директора управления.
С июня 2013 года занимал должность заместителя руководителя Рабочей группы по вопросам трудовой миграции при Государственном совете Китая.
В декабре 2015 года стал заместителем секретаря группы партийного руководства, заместителем директора и секретарём парткома Исследовательского управления Госсовета.
В июле 2016 года Хуан Шоухун занял пост секретаря парткома и директора Исследовательского центра развития Госсовета КНР.
Возглавлял проектную группу подготовки отчета о работе правительства премьер-министра Ли Кэцяна за 2016 и другие годы, неоднократно составлял документацию для Центральных экономической и сельской рабочих конференций.

### Политическая деятельность
- Член ЦК Коммунистической партии Китая 19-го и 20-го созывов[6];
- Делегат ХIХ и XX съездов Коммунистической партии Китая[7];
- Член Всекитайской федерации молодёжи.

### Общественная и научная деятельность
- Эксперт исследовательской группы Национального фонда социальных наук;
- Профессор по совместительству и научный руководитель Национальной академии управления и Китайского сельскохозяйственного университета;
- Исполнительный директор Китайской ассоциации молодых работников социальных наук;
- Заместитель директора Комитета по естественным наукам Министерства сельского хозяйства Китая;
- Член редколлегии журнала «Китайская сельская экономика».